# Faniang Dieye
Faniang Dieye es una deportista senegalesa que compitió en taekwondo. Ganó dos medallas de bronce en el Campeonato Africano de Taekwondo, en los años 2001 y 2010.

## Palmarés internacional
| Campeonato Africano | Campeonato Africano | Campeonato Africano | Campeonato Africano |
| Año                 | Lugar               | Medalla             | Categoría           |
| ------------------- | ------------------- | ------------------- | ------------------- |
| 2001                | Dakar (Senegal)     | Medalla de bronce   | –51 kg              |
| 2010                | Trípoli ()          | Medalla de bronce   | –53 kg              |